# كسوف الشمس 15 يوليو 2083
كسوف الشمس 15 يوليو 2083 سيحدث كسوف جزئي للشمس في 15 يوليو 2083. يحدث كسوف الشمس عندما يمر القمر بين الأرض والشمس ، وبذلك تحجب صورة الشمس كليًا أو جزئيًا عن الأرض. يحدث كسوف جزئي للشمس في المناطق القطبية من الأرض عندما يغيب مركز ظل القمر عن الأرض. سيكون هذا هو الحدث 72 والأخير من دورة ساروس 118.

## خسوفات وكسوفات أخرى

### كسوف الشمس 2083-2087
هذا الكسوف هو جزء من دورة semester. يتكرر الكسوف في دورة semester كل 177 يومًا تقريبًا و4 ساعات.
| دورة كسوف الشمس من 2083 إلى 2087 | دورة كسوف الشمس من 2083 إلى 2087 | دورة كسوف الشمس من 2083 إلى 2087 | دورة كسوف الشمس من 2083 إلى 2087 | دورة كسوف الشمس من 2083 إلى 2087 |
| -------------------------------- | -------------------------------- | -------------------------------- | -------------------------------- | -------------------------------- |
| عقدة تنازلية                     | عقدة تنازلية                     |                                  | عقدة تصاعدية                     | عقدة تصاعدية                     |
| 118                              | يوليو 15، 2083 كسوف جزئي         | 123                              | يناير 7، 2084 كسوف جزئي          |                                  |
| 128                              | يوليو 3، 2084 كسوف حلقي          | 133                              | ديسمبر 27، 2084 كسوف كامل        |                                  |
| 138                              | يونيو 22، 2085 كسوف حلقي         | 143                              | ديسمبر 16، 2085 كسوف حلقي        |                                  |
| 148                              | يونيو 11، 2086 كسوف كامل         | 153                              | ديسمبر 6، 2086 كسوف جزئي         |                                  |
| 158                              | يونيو 1، 2087 كسوف جزئي          |                                  |                                  |                                  |

### ساروس 118
هذا الكسوف جزء من دورة ساروس 118 ، تتكرر كل 18 سنة و11 يومًا ، وتحتوي على 72 حدثًا (كسوف أو خسوف). بدأت الدورة بكسوف جزئي للشمس في 24 مايو 803 م. تنتهي الدورة في الحدث 72 ككسوف جزئي في 15 يوليو 2083.
| الأحدث 62-72 من دورة ساروس 118 بين عامي 1901 و2083: | الأحدث 62-72 من دورة ساروس 118 بين عامي 1901 و2083: | الأحدث 62-72 من دورة ساروس 118 بين عامي 1901 و2083: |
| 62                                                  | 63                                                  | 64                                                  |
| --------------------------------------------------- | --------------------------------------------------- | --------------------------------------------------- |
| 29 مارس 1903                                        | 8 أبريل 1921                                        | 19 أبريل 1939                                       |
| 65                                                  | 66                                                  | 67                                                  |
| 30 أبريل 1957                                       | 11 مايو 1975                                        | 21 مايو 1993                                        |
| 68                                                  | 69                                                  | 70                                                  |
| 1 يونيو 2011                                        | 12 يونيو 2029                                       | 23 يونيو 2047                                       |
| 71                                                  | 72                                                  |                                                     |
| 3 يوليو 2065                                        | 15 يوليو 2083                                       |                                                     |

## روابط خارجية
- Earth visibility chart and eclipse statistics Eclipse Predictions by Fred Espenak, ناسا/GSFC
  - Google interactive map
  - Besselian elements